# Xılxına
Xılxına är en ort i Azerbajdzjan.   Den ligger i distriktet Ağstafa Rayonu, i den västra delen av landet, 400 km väster om huvudstaden Baku. Xılxına ligger 319 meter över havet och antalet invånare är 1 306.
Terrängen runt Xılxına är lite kuperad. Närmaste större samhälle är Qazax, 10,0 km söder om Xılxına.
Trakten runt Xılxına består till största delen av jordbruksmark. Runt Xılxına är det ganska tätbefolkat, med 72 invånare per kvadratkilometer.